# Vitalij Kuzněcov (filozof)
Vitalij Nikolajevič Kuzněcov (rusky Вита́лий Никола́евич Кузнецо́в, 16. srpna 1932 v Moskvě, RSFSR, SSSR – 30. května 2011) byl sovětsko-ruský historik filosofie, zasloužilý profesor na Moskovské státní univerzitě.

## Vzdělání
V roce 1955 absolvoval s vyznamenáním filosofickou fakultu Moskevské státní univerzity. V roce 1958 obhájil práci kandidáta filozofických věd na téma Voltairův světový názor («Мировоззрение Вольтера») a v roce 1973 doktorskou práci na téma Existencialismus Jeana Paula Sartrea («Экзистенциализм Жана-Поля Сартра»). Pracoval na katedře dějin zahraniční filosofie na Moskovské státní univerzitě.

## Slovenské překlady
- BOGOMOLOV, Alexej; GARADŽA, Viktor; KARIMSKIJ, Aňur; KUZNĚCOV, Vitalij. Súčasná buržoázna filozofia a náboženstvo (původním názvem: Современная буржуазная философия и религия). Redakce : A.S. Bogomolov. 1. vyd. Bratislava: Pravda, 1980. 427 s. (slovensky) Obrázek a obsah.